# Monte Panié
O monte Panié (em francês:  Mont Panié) é o pico mais alto da Nova Caledónia, com 1628 metros de altitude. Situa-se na cordilheira Chaîne Centrale, na ilha Grande Terre.